# Olene asvata
Olene asvata är en fjärilsart som beskrevs av Moore 1859. Olene asvata ingår i släktet Olene och familjen tofsspinnare. Inga underarter finns listade i Catalogue of Life.